# Callan O’Keeffe
Callan O’Keeffe (ur. 6 czerwca 1996 roku) – południowoafrykański kierowca wyścigowy pochodzący z Wielkiej Brytanii.

## Życiorys

### Początki kariery
O’Keeffe rozpoczął karierę w jednomiejscowych samochodach wyścigowych w 2012 roku od startów w Formule BMW Talent Cup. Z dorobkiem trzynastu punktów uplasował się tam na dziewiątej pozycji w klasyfikacji generalnej. Rok później zajął trzynaste miejsce w ADAC Formel Masters.

### Formuła Renault 2.0
Na sezon 2014 Południowoafrykańczyk podpisał kontrakt z francuską ekipą ART Junior Team na starty w Europejskim Pucharze Formuły Renault 2.0 oraz Północnoeuropejskim Pucharze Formuły Renault 2.0. W edycji europejskiej w ciągu czternastu wyścigów, w których wystartował, uzbierał łącznie 28 punktów. Dało mu to szesnaste miejsce w końcowej klasyfikacji kierowców. W serii północnoeuropejskiej odniósł jedno zwycięstwo i trzykrotnie stawał na podium. Z dorobkiem 187 punktów uplasował się na siódmej pozycji w klasyfikacji generalnej.

## Wyniki

### Podsumowanie
| Sezon | Seria                                         | Zespół          | Wyścigi | Zwycięstwa | PP | NO | Podium | Punkty | Pozycja |
| ----- | --------------------------------------------- | --------------- | ------- | ---------- | -- | -- | ------ | ------ | ------- |
| 2012  | Formuła BMW Talent Cup                        |                 |         |            |    |    |        | 13     | 9       |
| 2013  | ADAC Formel Masters                           | Lotus           | 24      | 0          | 0  | 1  | 0      | 35     | 13      |
| 2014  | Europejski Puchar Formuły Renault 2.0         | ART Junior Team | 14      | 0          | 0  | 0  | 0      | 28     | 16      |
| 2014  | Europejski Puchar Formuły Renault 2.0         | KTR             | 14      | 0          | 0  | 0  | 0      | 28     | 16      |
| 2014  | Północnoeuropejski Puchar Formuły Renault 2.0 | ART Junior Team | 15      | 1          | 1  | 3  | 3      | 187    | 7       |